# Spilenberger Dávid
Spilenberger Dávid (Lőcse, 1627. július 22. – Lőcse, 1684. május 27.) orvos.

## Életpályája
Tanulmányait a wittenbergi, leideni, bázeli egyetemeken végezte el. Padovában avatták orvosdoktorrá. Szülővárosában folytatott orvosi gyakorlatot, majd apja után a város főorvosa lett. Egy ideig – a gyógyítást abbahagyva – bányászattal foglalkozott. 1661-ben a város visszahívta orvosi hivatalába. 1670–1671 között a főbírói tisztséget is betöltötte. Több kisebb cikket, köztük néprajzi érdekességűt is irt.